# National Rugby League 1972
La New South Wales Rugby Football League de 1972 fue la 65.ª edición del torneo de rugby league más importante de Australia.

## Formato
Los clubes se enfrentaron en una fase regular de todos contra todos, los cuatro equipos mejor ubicados al terminar esta fase clasificaron a la postemporada.
Se otorgaron 2 puntos por el triunfo, 1 por el empate y ninguno por la derrota.

## Desarrollo

### Tabla de posiciones
| Pos. | Equipo                        | Encuentros | Encuentros | Encuentros | Encuentros | Tantos | Tantos | Tantos | Puntos |
| Pos. | Equipo                        | PJ         | PG         | PE         | PP         | F      | C      | Dif    | Puntos |
| ---- | ----------------------------- | ---------- | ---------- | ---------- | ---------- | ------ | ------ | ------ | ------ |
| 1    | Manly-Warringah Sea Eagles    | 22         | 18         | 1          | 3          | 460    | 255    | +205   | 37     |
| 2    | Eastern Suburbs               | 22         | 17         | 1          | 4          | 514    | 297    | +217   | 35     |
| 3    | St. George Dragons            | 22         | 16         | 2          | 4          | 398    | 221    | +177   | 34     |
| 4    | South Sydney Rabbitohs        | 22         | 14         | 0          | 8          | 456    | 331    | +125   | 28     |
| 5    | Newtown Jets                  | 22         | 11         | 2          | 9          | 402    | 371    | +31    | 24     |
| 6    | Canterbury-Bankstown Bulldogs | 22         | 12         | 0          | 10         | 382    | 373    | +9     | 24     |
| 7    | Western Suburbs Magpies       | 22         | 8          | 1          | 13         | 367    | 398    | -31    | 17     |
| 8    | Cronulla-Sutherland Sharks    | 22         | 8          | 0          | 14         | 332    | 378    | -46    | 16     |
| 9    | North Sydney Bears            | 22         | 7          | 1          | 14         | 320    | 405    | -85    | 15     |
| 10   | Balmain Tigers                | 22         | 6          | 1          | 15         | 333    | 455    | -122   | 13     |
| 11   | Penrith Panthers              | 22         | 5          | 1          | 16         | 278    | 490    | -212   | 11     |
| 12   | Parramatta Eels               | 22         | 4          | 2          | 16         | 317    | 585    | -268   | 10     |

|  | Postemporada. |

### Postemporada

#### Semifinales
| 26 de agosto | St. George Dragons | 14 - 10 | South Sydney Rabbitohs |  |  |

| 2 de septiembre | Manly-Warringah Sea Eagles | 32 - 8 | Eastern Suburbs |  |  |

#### Final preliminar
| 9 de septiembre | Eastern Suburbs | 8 - 6 | St. George Dragons |  |  |

#### Final
| 16 de septiembre | Manly-Warringah Sea Eagles | 19 - 14 | Eastern Suburbs | Sydney Cricket Ground, Sídney   |  |
|                  |                            |         |                 | Asistencia: 54.537 espectadores |  |

| Bandera de Australia               |
| Campeón Manly-Warringah Sea Eagles |
| Primer título                      |